# Reinvestitionsrücklage
Veräußert ein Unternehmer bestimmte Wirtschaftsgüter des Anlagevermögens (z. B. Grund und Boden und/oder Gebäude), kann er einen gegebenenfalls entstehenden Gewinn in eine sogenannte Reinvestitionsrücklage einstellen und so die Besteuerung temporär vermeiden. 

## Allgemeines
Er muss den Gewinn allerdings innerhalb von vier Jahren  für die Herstellung oder die Anschaffung bestimmter anderer Wirtschaftsgüter des Anlagevermögens verwenden. Die Reinvestitionsrücklage wird in der Bilanz als Eigenkapital in der Form einer Gewinnrücklage nach § 266 Abs. 3 lit. A III 4 HGB passiviert. 
Investiert der Unternehmer nicht, muss er diese Rücklage gewinnerhöhend auflösen. Außerdem erhöht in diesem Fall das Finanzamt den Gewinn für jedes volle Wirtschaftsjahr, in dem die Rücklage bestanden hat, um 6 % des aufgelösten Rücklagebetrags.
Investiert der Unternehmer innerhalb des genannten Zeitraums in bestimmte andere Wirtschaftsgüter des Anlagevermögens, kann er den Rücklagebetrag auf diese Wirtschaftsgüter übertragen; d. h. die Bilanzwerte dieser Wirtschaftsgüter werden um den Rücklagebetrag gemindert. Das hat zur Folge, dass sich die Abschreibungen (Absetzung für Abnutzung - AfA) für das neue Wirtschaftsgut verringern.

## Beispiel
Ein Unternehmer verkauft im Dezember 2005 ein unbebautes Grundstück (Grund und Boden) aus dem Anlagevermögen seines Unternehmens und realisiert dabei einen Gewinn von 100.000 €. In der Bilanz zum 31. Dezember 2005 bildet er durch Zuführung aus der Gewinn- und Verlustrechnung eine Reinvestitionsrücklage von 100.000 €; der Gewinn aus der Grundstücksveräußerung bleibt damit zunächst unversteuert.
Im Jahr 2006 errichtet er auf dem vorhandenen Betriebsgelände eine neue Werkshalle, Fertigstellung am 2. Januar 2007. Die Herstellungskosten betragen 200.000 €, die Nutzungsdauer 25 Jahre.
Ohne Inanspruchnahme der Rücklage nach § 6b EStG betragen die jährlichen Abschreibungen 8.000 € (4 % aus 200.000 €), mit Inanspruchnahme der § 6b-Rücklage 4.000 € (4 % aus 100.000 €).
Der Vorteil der den Gewinn mindernden Rücklage wird durch die niedrigere Abschreibung über die Jahre hinweg wieder rückgängig gemacht. Die § 6b-Rücklage hat lediglich einen "Steuerstundungseffekt".
Die Rücklage hat allerdings die Finanzierung der Werkshalle erheblich erleichtert, denn ohne sie wären etwa 40.000 € Steuern fällig geworden. Bei der Finanzierung der neuen Werkshalle hätten diese 40.000 € gefehlt bzw. durch andere Finanzierungsmittel ersetzt werden müssen.
Steuereffekte durch Steuersenkungen oder Steuererhöhungen während der 25-jährigen Abschreibungsdauer sind hier nicht berücksichtigt. Ein Solidaritätszuschlag blieb ebenfalls unberücksichtigt. Im Einzelfall ist die Steuerwirkung von der Rechtsform des Unternehmens, vom persönlichen Steuersatz und dem in der jeweiligen Gemeinde geltenden Gewerbesteuerhebesatz abhängig.